# Trofeo Mundial por equipos de patinaje artístico sobre hielo de 2012
El Trofeo Mundial por equipos de 2012 fue una competición de patinaje artístico sobre hielo celebrada en Tokio, Japón, del 19 al 22 de abril de 2012. Los seis países que obtuvieron los mejores resultados de la temporada fueron seleccionados para tomar parte en la competición. Cada país participó con ocho patinadores: dos en las disciplinas de patinaje individual femenino y masculino, y sendas parejas en patinaje en parejas y danza sobre hielo.
Inicialmente, la competición iba a tener lugar en la ciudad japonesa de Yokohama, entre el 14 y el 17 de abril de 2011, pero se pospuso hasta la temporada siguiente a causa del terremoto que sufrió Japón en marzo de 2011.
El equipo japonés se clasificó en primer lugar, seguido por los Estados Unidos y Canadá. La Federación Japonesa de Patinaje pagó los premios que ascendieron a un millón de dólares (USD). Los tres primeros equipos obtuvieron medallas de oro, plata y bronce, mientras que los patinadores mejor clasificados en cada disciplina recibieron premios.

## Resultados
Daisuke Takahashi estableció el récord mundial en el programa corto de patinaje individual masculino, al recibir 94 puntos y obtuvo el primer puesto en la clasificación general. Carolina Kostner ganó el programa corto en patinaje individual femenino,, pero Akiko Suzuki se impuso en el programa libre y ganó la competición en esta disciplina. Meryl Davis y Charlie White se clasificaron en primera posición en la danza corta y en la danza libre. En patinaje en parejas, Narumi Takahashi and Mervin Tran ganaron el programa corto, pero fueron derrotados por la pareja rusa Vera Bazarova and Yuri Larionov en el programa libre. Japón obtuvo el título por equipos y Estados Unidos consiguió la medalla de plata. Canadá y Francia empataron en puntos, pero las reglas del desempate otorgaron a Canadá la medalla de bronce. Francia recibió un premio especial al "Espíritu de equipo".

### Clasificación por equipos
| Clasificación | Medallas | Equipo         | País           | Puntuación total |
| ------------- | -------- | -------------- | -------------- | ---------------- |
| 1             | Oro      | Japón          | Japón          | 55               |
| 2             | Plata    | Estados Unidos | Estados Unidos | 53               |
| 3             | Bronce   | Canadá         | Canadá         | 42               |
| 4             |          | Francia        | Francia        | 42               |
| 5             |          | Rusia          | Rusia          | 39               |
| 6             |          | Italia         | Italia         | 39               |

### Patinaje individual masculino
| Clasificación | País           | Nombre            | Puntos | Programa corto | Programa libre | Puntos de equipo |
| ------------- | -------------- | ----------------- | ------ | -------------- | -------------- | ---------------- |
| 1             | Japón          | Daisuke Takahashi | 276,72 | 1              | 1              | 12               |
| 2             | Canadá         | Patrick Chan      | 260,46 | 2              | 2              | 11               |
| 3             | Francia        | Brian Joubert     | 239,64 | 4              | 4              | 10               |
| 4             | Francia        | Florent Amodio    | 238,33 | 5              | 3              | 9                |
| 5             | Estados Unidos | Jeremy Abbott     | 234,37 | 3              | 7              | 8                |
| 6             | Japón          | Takahiko Kozuka   | 225,30 | 8              | 5              | 7                |
| 7             | Estados Unidos | Adam Rippon       | 222,73 | 7              | 6              | 6                |
| 8             | Canadá         | Kevin Reynolds    | 221,31 | 6              | 8              | 5                |
| 9             | Italia         | Samuel Contesti   | 210,00 | 9              | 9              | 4                |
| 10            | Rusia          | Zhan Bush         | 178,26 | 12             | 10             | 3                |
| 11            | Italia         | Paolo Bacchini    | 173,85 | 10             | 11             | 2                |
| 12            | Rusia          | Maksim Kovtun     | 172,46 | 11             | 12             | 1                |

### Patinaje individual femenino
| Clasificación | País           | Nombre             | Puntos | Programa corto | Programa libre | Puntos de equipo |
| ------------- | -------------- | ------------------ | ------ | -------------- | -------------- | ---------------- |
| 1             | Japón          | Akiko Suzuki       | 187,79 | 2              | 2              | 12               |
| 2             | Italia         | Carolina Kostner   | 185,72 | 1              | 3              | 11               |
| 3             | Estados Unidos | Ashley Wagner      | 179,81 | 5              | 1              | 10               |
| 4             | Rusia          | Adelina Sotnikova  | 169,69 | 6              | 4              | 9                |
| 5             | Estados Unidos | Gracie Gold        | 169,65 | 4              | 5              | 8                |
| 6             | Japón          | Kanako Murakami    | 159,62 | 3              | 8              | 7                |
| 7             | Rusia          | Aliona Leonova     | 153,71 | 9              | 6              | 6                |
| 8             | Italia         | Valentina Marchei  | 152,59 | 8              | 7              | 5                |
| 9             | Francia        | Mae Berenice Meite | 144,15 | 11             | 9              | 4                |
| 10            | Canadá         | Amelie Lacoste     | 143,88 | 10             | 10             | 3                |
| 11            | Francia        | Yretha Silete      | 138,63 | 7              | 11             | 2                |
| 12            | Canadá         | Cynthia Phaneuf    | 126,95 | 12             | 12             | 1                |

### Patinaje en parejas
| Clasificación | País           | Nombre                           | Puntos | Programa corto | Programa libre | Puntos de equipo |
| ------------- | -------------- | -------------------------------- | ------ | -------------- | -------------- | ---------------- |
| 1             | Rusia          | Vera Bazarova / Yuri Larionov    | 180,70 | 2              | 1              | 12               |
| 2             | Canadá         | Meagan Duhamel / Eric Radford    | 177,62 | 4              | 2              | 11               |
| 3             | Japón          | Narumi Takahashi / Mervin Tran   | 177,56 | 1              | 4              | 10               |
| 4             | Estados Unidos | Caydee Denney / John Coughlin    | 175,98 | 5              | 3              | 9                |
| 5             | Italia         | Stefania Berton / Ondrej Hotarek | 158,74 | 3              | 5              | 8                |
| 6             | Francia        | Daria Popova / Bruno Massot      | 119,10 | 6              | 6              | 7                |

### Danza sobre hielo
| Clasificación | País           | Nombre                             | Puntos | Danza corta | Danza libre | Puntos de equipo |
| ------------- | -------------- | ---------------------------------- | ------ | ----------- | ----------- | ---------------- |
| 1             | Estados Unidos | Meryl Davis / Charlie White        | 183,36 | 1           | 1           | 12               |
| 2             | Canadá         | Tessa Virtue / Scott Moir          | 177,76 | 2           | 2           | 11               |
| 3             | Francia        | Nathalie Péchalat / Fabian Bourzat | 167,83 | 3           | 3           | 10               |
| 4             | Italia         | Anna Cappellini / Luca Lanotte     | 162,00 | 4           | 4           | 9                |
| 5             | Rusia          | Yelena Ilinyj / Nikita Katsalapov  | 146,84 | 5           | 5           | 8                |
| 6             | Japón          | Cathy Reed / Chris Reed            | 119,55 | 6           | 6           | 7                |

## Premios en metálico
| Clasificación | Premio por equipo |
| --- | ----------------- |
| 1.º | 200 000           |
| 2.º | 170 000           |
| 3.º | 160 000           |
| 4.º | 150 000           |
| 5.º | 140 000           |
| 6.º | 130 000           |
| Los patinadores en disciplinas individuales recibieron un 15 % de la cantidad ganada por su equipo. Las parejas de danza y patinaje en pareja recibieron 20 %. Las federaciones nacionales de patinaje pueden retener hasta un 10 % de la cantidad. |                   |